# عبد العزيز سيف الدين
الفريق عبد العزيز سيف الدين عسكري مصري. شغل سابقاً منصب قائد قوات الدفاع الجوي المصرية، ورئيس مجلس إدارة الهيئة العربية للتصنيع.

## التأهيل العسكري
- التحق بالكلية الحربية في عام 1968
- تخرج منها في فبراير 1970 وكان رقم دفعته (الدفعة 70)
- حاصل على دورة تدريب أساسي
- دورة تدريب قادة على مستوي الكتيبة
- دورة تدريب على مستوي لواء
- دورة أركان متخصصة من كلية القادة والأركان
- حاصل على درجة الزمالة من أكاديمية ناصر العسكرية العليا
- دورة كبار القادة من أكاديمية ناصر العسكرية العليا

## حياته المهنية
- قائد إحدي كتائب الصواريخ في يوليو 1988
- قائد أحد ألوية الدفاع الجوي في يوليو 1995
- قائد إحدي فرق الدفاع الجوي في يناير 2000
- رئيس عمليات قوات الدفاع الجوي في يناير 2001
- قائد قوات الدفاع الجوي منذ 30 أكتوبر 2005 إلى 12 أغسطس 2012
- في 12 أغسطس 2012 قرر الرئيس محمد مرسي تعيينه رئيساً لمجلس إدارة الهيئة العربية للتصنيع

## رأيه في حرب أكتوبر
حققت القوات المسلحة في حرب أكتوبر1973 نجاحا بالغا ولا نستطيع أن ننكر أو ننسي أن الضربة التي قامت بها قواتنا الجوية كانت المفتاح الحقيقي لنصر أكتوبر.
وقوات الدفاع الجوي كجزء من منظومة القوات المسلحة استطاعت بحائط الصواريخ الشهير أن توفر لقواتنا المسلحة التغطية المناسبة لتنفيد مهامها القتالية بأقل خسائر ممكنة في الأرواح والمعدات ولقد خرجنا من هذه الحرب المجيدة بالعديد من الدروس المستفادة ومن أهمها:
1. دور التخطيط العلمي المبني علي الخبرات المكتسبة من ميادين القتال في تطوير مهام وأساليب استخدام وسائل الدفاع الجوي.
2. ان الدفاع الجوي نظام متكامل لعناصره المختلفة رادار وإنذار ومدفعية وصواريخ مضادة للطائرات بمختلف أنواعها وحرب إلكترونية ويجب أن يكون قادرا علي مجابهة كل التهديدات.
3. أهمية التجهيز الهندسي والإخفاء والتمويه والخداع في صمود نظام الدفاع الجوي في المعركة.
4. أهمية وجود نظام للصيانة والإصلاح قادر علي سرعة استعادة الموقف ميدانيا أو في ورش القاعدة.
5. ان السلاح مهما كان قادرا علي تنفيذ المهمة فإن ذلك لن يتم إلا بوجود الفرد الذي يمكنه استخدام هذا السلاح بكفاءة تامة ليلا ونهارا وتحت ظروف المعركة بالغة التعقيد.
6. إن الضربات الجوية المفاجئة لها تأثير حاسم علي الحرب ككل وسيحاول كل طرف أن يمتلك زمام المبادأة ويجب أن تكون وسائل الدفاع الجوي علي أعلي درجات الاستعداد القتالي لمنع حدوث هذه المفاجأة.

## الأوسمة والأنواط والميداليات
حصل على العديد من الأوسمة منها:
- نوط تحرير سيناء
- وسام الخدمة العسكرية
- نوط التدريب
- نوط الخدمة الممتازة
- ميدالية الخدمة الطويلة والقدوة الحسنة
- ميدالية 6 أكتوبر 1973
- وسام ثورة 1952
- ميدالية يوم الدفاع الجوي
- ميدالية اليوبيل الفضي لنصر أكتوبر
- ميدالية اليوبيل الذهبي لثورة 23 يوليو 1952